# José Luis Tuduri Calvo
José Luis Tuduri Calvo (Saragossa, 1928) és un crític i escriptor cinematogràfic espanyol.
El 1946 va ser un dels socis fundadors del Cineclub de Saragossa, amb José Luis Borau, Eduardo Ducay, Luis Gasca i Manuel Rotellar i entre 1953 i 1961 va escriure crítica cinematogràfica al diari Amanecer de Saragossa. Va assistir com a crític a les edicions del Festival Internacional de Cinema de Sant Sebastià i el 1961 es va establir a Sant Sebastià, on va col·laborar al diari Unidad i fou redactor de RNE el 1968. De 1961 a 1966 fou l'encarregat de la Secció Comercial del Festival Internacional de Cinema de Sant Sebastià, i ha destacat el seu paper en el Comitè de Selecció cinc cops entre 1977 i 1990. És el principal cronista d'aquest festival de cinema, i el 1992 va rebre la conquilla de Plata per la seva comesa periodística. També ha estat corresponsal a nombroses edicions del Festival Internacional de Cinema de Canes, del Festival Internacional de Cinema de Venècia i del Festival Internacional de Cinema de Berlín, i ha estat membre del jurat de la Federació Nacional de Cinema Clubs, del Cercle d'Escriptors Cinematogràfics, de la Crítica Internacional del Festival Iberoamericà de Huelva (1983-1984) i del premi "Ciga" (1987).
Simultàniament, ha format part de la Junta de Valoració i Qualificació per a la subvenció als projectes del cinema basc, de la Junta Assessora de Cinematografia i el 1990 fou designat membre del Consell d'Administració d'Euskal Media, SA societat promotora dels mitjans audiovisuals a Euskadi.

## Obres
- San Sebastián, un Festival, una Historia (1992)

## Premis
Medalles del Cercle d'Escriptors Cinematogràfics
| Any  | Categoria                 | Pel·lícula | Resultat   |
| ---- | ------------------------- | ---------- | ---------- |
| 1964 | Millor labor periodística | -          | Guanyadora |